# Miljöpartiets språkrörsval 2024
Miljöpartiets språkrörsval 2024 hölls på en extrainsatt digital partikongress den 28 april 2024 för att välja ett nytt kvinnligt språkrör för Miljöpartiet.
Den 7 april föreslog partiets valberedning Amanda Lind till nytt språkrör. Lind var den enda kvarvarande kandidaten inför kongressen efter att Janine Alm Ericson och Annika Hirvonen dragit tillbaka sina kandidaturer.

## Bakgrund

### Stenevis avgång
Den 9 februari 2024 meddelade det sittande språkröret Märta Stenevi att hon avgår som språkrör. Som skäl angav Stenevi sin sjukskrivning efter en turbulent tid i partiet i samband med språkrörsvalet 2023. Beskedet kom några dagar innan den interna utredningen om arbetsmiljöproblem presenterades. Rapporten redovisade brister kring hennes ledarskap och Stenevi fick se rapporten innan hon avgick. Stenevi omvaldes med brett stöd så sent som i november 2023 tillsammans med det nya språkröret Daniel Helldén.

#### Ledarskapsmodell
Under 2023 diskuterade även partiet sin ledarskapsmodell. Frågan gällde om partiet skulle fortsätta att ha två språkrör av olika kön eller övergå till ett språkrör. Efter en rådgivande omröstning samt ett kongressbeslut valde partiet att behålla modellen med två språkrör. Om partiet skulle vilja ändra modellen skulle det krävas att förslaget skulle vinna en omröstning på två olika ordinarie kongresser, alternativt på en ordinarie kongress med kvalificerad majoritet. Nästa ordinarie kongress skulle hållas 2025 och partiet behövde således välja ett nytt kvinnligt eller icke-binärt språkrör fram till dess.

#### Inledande process
Den 16 februari 2024 bestämde partiledningen att anordna valet den 28 april samma år. Innan beslutet hade det diskuterats om valet skulle hållas före eller efter Europaparlamentsvalet i juni, men på grund av risken för nya falangstrider valde ledningen att hålla partikongressen redan på våren. Samma eftermiddag meddelade riksdagsledamoten Janine Alm Ericson att hon ställde upp i språkrörsvalet. Den 28 februari meddelade även gruppledaren Annika Hirvonen att hon kandiderade i valet. Dagen efter gav riksdagsledamoten och den tidigare kulturministern Amanda Lind beskedet att hon ställde upp i valet. Enligt flera bedömare var Lind favorit med Alm Ericson som största utmanare.
Partiets valberedning tog emot nomineringar fram till den 3 mars. Mellan den 17 och 24 mars anordnade partiet fyra utfrågningar av kandidaterna.
Vid 1 april hade fem partidistrikt nominerat Amanda Lind varav i det största, Västra Götaland, vann Lind en medlemsomröstning med över hälften av rösterna. Alm Ericson fick 39% av rösterna. Stockholms partidistrikt meddelade att man inte skulle stötta en enskild kandidat.

##### Kandidaterna
Vid språkrörsvalet 2023 diskuterades det om Miljöpartiet skulle bredda och fokusera sin politik på fler områden eller spetsa sig på miljöfrågan, vilket var den huvudsakliga konfliktlinjen mellan Daniel Helldén och Magnus P. Wåhlin (tillsammans med Märta Stenevi). Inför språkrörsvalet 2024 hade egentligen ingen av de tre kvinnliga kandidaterna miljön som sin profilfråga. De politiker som hade det valde att inte ställa upp (t.ex. Elin Söderberg och Rebecca Le Moine). I startfältet var istället kandidaternas profilfrågor kultur (Lind), ekonomi (Alm Ericson) och migration (Hirvonen). De tre kandidaterna var eniga om att partiet både skulle ha en spets i miljöfrågan men samtidigt en bred politik över flera områden, ingen preciserade vilken av de två som ska vara prioriterat. I övrigt var kandidaterna eniga om sakpolitiken. Alla tre såg sig om vänster, hade en mycket positiv attityd mot Vänsterpartiet och placerade sig själva högt på GAL i GAL–TAN-skalan. De var också överens om att partiet skulle ingå i regeringen efter nästa val. Skiljelinjerna fanns enligt dem själva snarare kring de personliga egenskaperna och erfarenheterna.

#### Valberedningens beslut
Den 7 april nominerade partiets valberedning Amanda Lind till nytt språkrör. Nomineringen motiverades av Linds långa engagemang i partiet, hennes erfarenhet av glesbygd och stad samt att hon kompletterar Daniel Helldén. Samma dag efter valberedningens beslut drog Annika Hirvonen tillbaka sin kandidatur och ställde sig bakom Amanda Lind. Janine Alm Ericson valde dock att stå kvar vid sin kandidatur med motiveringen att hon också upplever sig ha ett brett stöd i partiet med Grön ungdoms nominering som fjäder i hatten. Värt att notera är att Alm Ericson stöddes av flera av dem som stödde Magnus P Wåhlin i språkrörsvalet 2023.
Den 11 april valde Alm Ericson att dra sig ur valet. Det betydde att den enda kvarstående kandidaten var Amanda Lind.

## Kandidater
Valberedningens förslag av språkrör. 
- Fet text markerar nuvarande uppdrag.

| Namn        | Född                                    | Bakgrund | Tillkännagivande | Ref.  | Stöd |
| ----------- | --------------------------------------- | --- | ---------------- | ----- | --- |
| Amanda Lind | 2 augusti 1980 (43 år) Uppsala, Sverige | Ledamot av Sveriges riksdag (2022–), Kulturpolitisk talesperson (2022–), Sveriges kulturminister (2019–2021), Sveriges demokratiminister (2019–2021), Sveriges idrottsminister (2019–2021), Miljöpartiets partisekreterare (2016–2019), Kommunalråd i Härnösands kommun (2014–2016). | 29 februari 2024 | [ 7 ] | Förbund: - Gröna studenter - Norrbotten - Gävleborg - Västernorrland - Västmanland - Västra Götaland Språkrör: Tidigare: - Eva Goës - Gustav Fridolin - Lotta Hedström - Isabella Lövin - Birger Schlaug Riksdagsledamöter: Nuvarande: - Janine Alm Ericson - Annika Hirvonen Tidigare: - Mats Pertoft - Anna Sibinska Partistyrelseordföranden: Tidigare: - Marléne Tamlin Lokala politiker: - Henrik Blind - Carl Forsberg - Markus Lindgren - Karin Pleijel - Knapp Britta Thyr |

### Tillbakadragna kandidaturer
| Namn               | Född                                      | Bakgrund | Tillkännagivande | Tillbakadragande                   | Ref.         | Stöd |
| ------------------ | ----------------------------------------- | --- | ---------------- | ---------------------------------- | ------------ | --- |
| Janine Alm Ericson | 31 oktober 1973 (50 år) Alingsås, Sverige | Ledamot av Sveriges riksdag (2014–), Ekonomisk-politisk talesperson (2022–), Statssekreterare vid Utrikesdepartementet (2021), Gruppledare för Miljöpartiet (2019–2021). Språkrörskandidat 2021. | 16 februari 2024 | 11 april 2024 (Stödde Amanda Lind) | [ 5 ] [ 19 ] | Förbund: - Grön Ungdom - Göteborg Språkrör: Tidigare: - Marianne Samuelsson Riksdagsledamöter: Nuvarande: - Leila Ali Elmi - Camilla Hansén - Emma Nohrén Tidigare: - Jonas Eriksson - Elisabeth Falkhaven Lokala politiker: - Maria Moraes - Magnus P. Wåhlin Andra politiker: - Nicklas Attefjord - Rebecka Forsberg - Leon McManus |
| Annika Hirvonen    | 2 juni 1989 (34 år) Sundbyberg, Sverige   | Gruppledare för Miljöpartiet (2019–), Ledamot av Sveriges riksdag (2014–2018, 2019–), Migrationspolitisk talesperson (2022–). Språkrörskandidat 2021.                                            | 28 februari 2024 | 7 april 2024 (Stödde Amanda Lind)  | [ 6 ] [ 17 ] | |

### Avböjt att kandidera
- Alice Bah Kuhnke – EU-parlamentariker (2019–), Sveriges kultur- och demokratiminister (2014–2019).[35] (Kandiderar i europaparlamentsvalet 2024.)
- Rebecka Le Moine – Ledamot av Sveriges riksdag (2018–). Språkrörskandidat 2021.[36]
- Åsa Lindhagen – Sveriges finansmarknadsminister (2021), Sveriges jämställdhetsminister (2019–2021). Språkrörskandidat 2021.[37]
- Elin Söderberg – Ledamot av Sveriges riksdag (2022–). Språkrörskandidat 2021.[38]

## Opinionsundersökningar

### Kvinnligt språkrör
| Opinionsinstitut | Period             | Urval | Urval | Alice Bah Kuhnke | Amanda Lind | Annika Hirvonen | Åsa Lindhagen | Elin Söderberg | Janine Alm Ericson | Ingen/ Annan/ Obestämd |
| ---------------- | ------------------ | ----- | ----- | ---------------- | ----------- | --------------- | ------------- | -------------- | ------------------ | ---------------------- |
| Demoskop         | 9–11 februari 2024 | 345   | 345   | 48%              | 9%          | 8%              | 3%            | 2%             | 1%                 | 28%                    |

### Ledarskapsmodellen
| Opinionsinstitut   | Period             | Urval | Urval | En partiledare | Två språkrör | Tveksam/ vet ej |
| ------------------ | ------------------ | ----- | ----- | -------------- | ------------ | --------------- |
| Demoskop           | 9–11 februari 2024 | (MP): | 345   | 40%            | 38%          | 22%             |
| Kongressbeslut     | 17 november 2023   | 265   | 265   | 42,3%          | 53,6%        | 4,1%            |
| Demoskop           | 16-20 juni 2023    | (MP): | 539   | 52%            | 24%          | 23%             |
| Riksdagsvalet 2022 |                    |       |       |                |              |                 |
| Demoskop           | 19–29 januari 2021 | (MP): | 327   | 13%            | 68%          | 19%             |
| Demoskop           | 2–15 oktober 2020  | (MP): | 370   | 13%            | 70%          | 17%             |

## Politiska positioner
| Kandidat                    | Vänster/höger | Regeringsfrågan    | Sakfrågor             |
| Kandidat                    | Vänster/höger | Regeringsmedverkan | Sex timmars arbetsdag |
| --------------------------- | ------------- | ------------------ | --------------------- |
| Amanda Lind                 | Vänster       | Ja                 | Ja                    |
| Tillbakadragna kandidaturer |               |                    |                       |
| Janine Alm Ericson          | Vänster       | Ja                 | Ja                    |
| Annika Hirvonen             | Vänster       | Ja                 | Ja                    |

## Resultat
Valet av det kvinnliga språkröret avgörs av 265 ombud från partiets distrikt och sidoorganisationer. Vanligtvis genomförs ett språkrörsval med alternativröstning, instant-runoff voting (IRV). Eftersom Amanda Lind var den enda kvarvarande officiella kandidaten fick den digitala kongressen istället rösta om de kunde godkänna valberedningens förslag av språkrör. 246 ombud närvarade vid omröstningen varav 240 röstade för ett godkännande av förslaget.
| Omröstning om Amanda Lind | Omröstning om Amanda Lind | Omröstning om Amanda Lind |
| Alternativ                | Röster                    | Andel                     |
| ------------------------- | ------------------------- | ------------------------- |
| Ja                        | 240                       | 97,56%                    |
| Nej                       | 4                         | 1,63%                     |
| Blanka röster             | 2                         | 0,81%                     |
| Totalt                    | 246                       | 100%                      |
| Valdeltagande             | 265                       | 92,8%                     |

## Efterspel
I sitt språkrörstal och i intervjuer efter kongressen meddelade Lind att hon ansåg att Miljöpartiet borde sitta i en socialdemokratiskt ledd regering tillsammans med Centerpartiet och Vänsterpartiet efter nästa val. Lind kritiserade starkt regeringen Kristerssons miljö- och klimatpolitik och tog ställning för en höjd reduktionsplikt (om än i en ny modell som skulle göra skillnad på var i landet man bor) samt höll fast vid partiets kärnkraftsmotstånd. I den interna konflikten mellan spets och bredd menade hon fortsatt att partiet ska behålla sin spets i klimat- och miljöpolitiken samtidigt som frågor om en stark välfärd också behöver lyftas fram. Tidigare samma vecka blev Lind kritiserad av de andra oppositionspartierna när hon kritiserade ständig ekonomisk tillväxt i förhållande till en hållbar värld ur klimatets synpunkt. Lind menade senare att hon inte var emot tillväxt men att ekonomin behöver "hållas inom naturens ramar".
Enligt politiska kommentatorer är en av Amanda Lind, och Daniel Helldéns, viktigaste frågor hur de ska hantera att Miljöpartiet för tillfället är riksdagens mest ogillade parti.

### EU-valet 2024
I EU-valet 2024 skrällde partiet och fick 13,9% av rösterna. Miljöpartiet blev det tredje största partiet i valet och behöll sina tre mandat i parlamentet: toppkandidaten Alice Bah Kuhnke, Pär Holmgren och nyvalda Isabella Lövin.